# Дружба!
Дружба! (англ. Friendship!) — немецкая кинокомедия-роуд-муви с элементами драмы 2010 года. Российские прокатчики дали фильму название «Том и Вайт уделывают Америку», существенно отличающееся от оригинального (Friendship! — Дружба! — девиз восточногерманской школы главных героев), ссылаясь к мультфильму «Бивис и Баттхед уделывают Америку». При показе по телевидению фильму вернули оригинальное название.

## Сюжет
Том (Маттиас Швайгхёфер) и Вайт (Фридрих Мюке) — друзья детства, вместе снимают любительские хорроры в ГДР. Когда после падения Берлинской стены Вайт отправляется в Сан-Франциско, чтобы увидеть мост Золотые ворота, Том едет с ним. По приезде в Нью-Йорк выясняется, что отец Вайта, пропавший 12 лет назад, живёт в Сан-Франциско и присылает в каждый день рождения сына открытку, именно поэтому Вайт туда собрался. Оказавшись без денег, друзья пытаются добраться на западное побережье автостопом. После поездок с наркоманом и байкерами они получают автомобиль, который нужно перегнать в Калифорнию. По дороге машина ломается, Том и Вайт временно поселяются у американки немецкого происхождения Зои (Алиция Бахледа). Влюбившись в неё, друзья ругаются, Вайт уезжает один. Сидя в свой день рождения перед почтой, куда должен прийти отец, он мирится с приехавшим Томом. Однако вместо отца они встречают человека, вынуждаемого Штази посылать Вайту открытку от имени отца, погибшего во время бегства в ФРГ.

## В ролях
- Маттиас Швайгхёфер — Том
- Фридрих Мюке — Вайт
- Алиция Бахледа — Зои
- Кимберли Дж. Браун — Дороти
- Крис Браунинг — Джонатан

## Реакция
Фильм вышел на киноэкраны в январе 2010 года, его посмотрели полтора миллиона немцев. Он получил смешанные отзывы от критиков. Многие сочли его вполне сносным развлекательным кино, другие посчитали чересчур глупой и вялой комедией. Драматический финал напомнил о другом фильме продюсеров Макса Видерманна и Квирина Берга, оскароносной «Жизни других», и сравнение вышло не в пользу роуд-муви.